# Notiphila fuscofacies
Notiphila fuscofacies är en tvåvingeart som beskrevs av Timothy M. Cogan 1968. Notiphila fuscofacies ingår i släktet Notiphila och familjen vattenflugor.
Artens utbredningsområde är Madagaskar. Inga underarter finns listade i Catalogue of Life.